# Photinia
Photinia es un género de alrededor 40-60 especies de pequeños árboles y grandes arbustos perteneciente a la familia Rosaceae. Crecen en regiones con temperaturas templadas de Asia, desde los Himalayas a Japón y al sur de la India y Tailandia, pero algunos botánicos incluyen las especies de Norteamérica Heteromeles arbutifolia en Photinia como Photinia arbutifolia. 

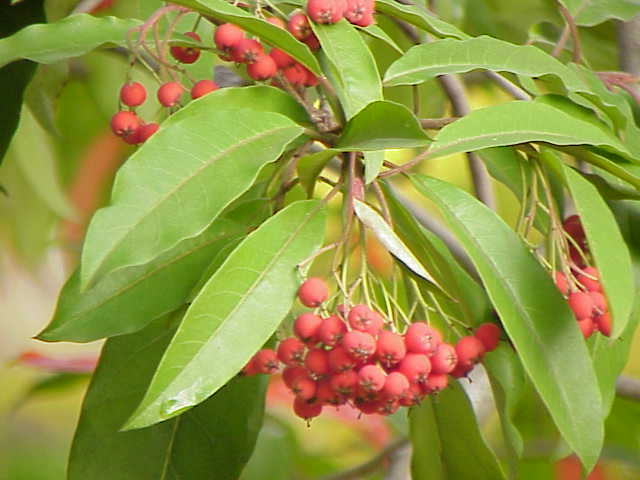
Photinia davidiana fruto.

## Descripción
Las Photinias crecen hasta 3-15 metros de altura. con una corona irregular de ramas angulares. Las hojas son alternas, enteras o finamente dentadas, variando entre las especies entre 1,5-5 cm ancho y 3-15 cm de longitud. La mayoría de las especies son perennifolias pero hay varias de hojas caducas. Las flores son producidas en corimbos densos terminales, cada flor es de 5-10 mm de diámetro, con cinco pétalos. El fruto es pequeño, 4-12 mm de color rojo brillante y persiste durante el invierno. Los frutos con consumidos por los pájaros que dispersan sus semillas.

## Taxonomía
Photinia fue descrito por John Lindley y publicado en Botanical Register; consisting of coloured... 6: pl. 491, en el año 1820. La especie tipo es: Photinia serrulata Lindl. 

## Especies perennifolias
- Photinia amphidoxa (sin. Stranvaesia amphidoxa)
- Photinia anlungensis
- Photinia beckii
- Photinia berberidifolia
- Photinia bodinieri
- Photinia chihsiniana
- Photinia chingiana
- Photinia crassifolia
- Photinia davidiana (sin. Stranvaesia davidiana)
- Photinia glabra
- Photinia glomerata
- Photinia integrifolia
- Photinia kwangsiensis
- Photinia lanuginosa
- Photinia lasiogyna
- Photinia lochengensis
- Photinia loriformis
- Photinia megaphylla
- Photinia nussia (sin. Stranvaesia nussia)
- Photinia oblanceolata (sin. Stranvaesia oblanceolata)
- Photinia prionophylla
- Photinia prunifolia
- Photinia raupingensis
- Photinia serratifolia (sin. Photinia serrulata) - Fotinia
- Photinia stenophylla
- Photinia tomentosa (sin. Stranvaesia tomentosa)
- Photinia tushanensis
- Photinia zhejiangensis

## Especies caducifolias
- Photinia arguta (sin. Pourthiaea arguta)
- Photinia beauverdiana (sin. Pourthiaea beauverdiana)
- Photinia benthamiana (sin. Pourthiaea benthamiana)
- Photinia bergerae
- Photinia blinii
- Photinia calleryana (sin. Pourthiaea calleryana)
- Photinia callosa
- Photinia chingshuiensis (sin. Pourthiaea chingshuiensis)
- Photinia fokienensis
- Photinia hirsuta
- Photinia impressivena
- Photinia komarovii
- Photinia lucida (sin. Pourthiaea lucida)
- Photinia obliqua
- Photinia parvifolia (sin. Pourthiaea parvifolia)
- Photinia pilosicalyx
- Photinia podocarpifolia
- Photinia schneideriana
- Photinia tsaii
- Photinia villosa (sin. Pourthiaea villosa)

### Usos

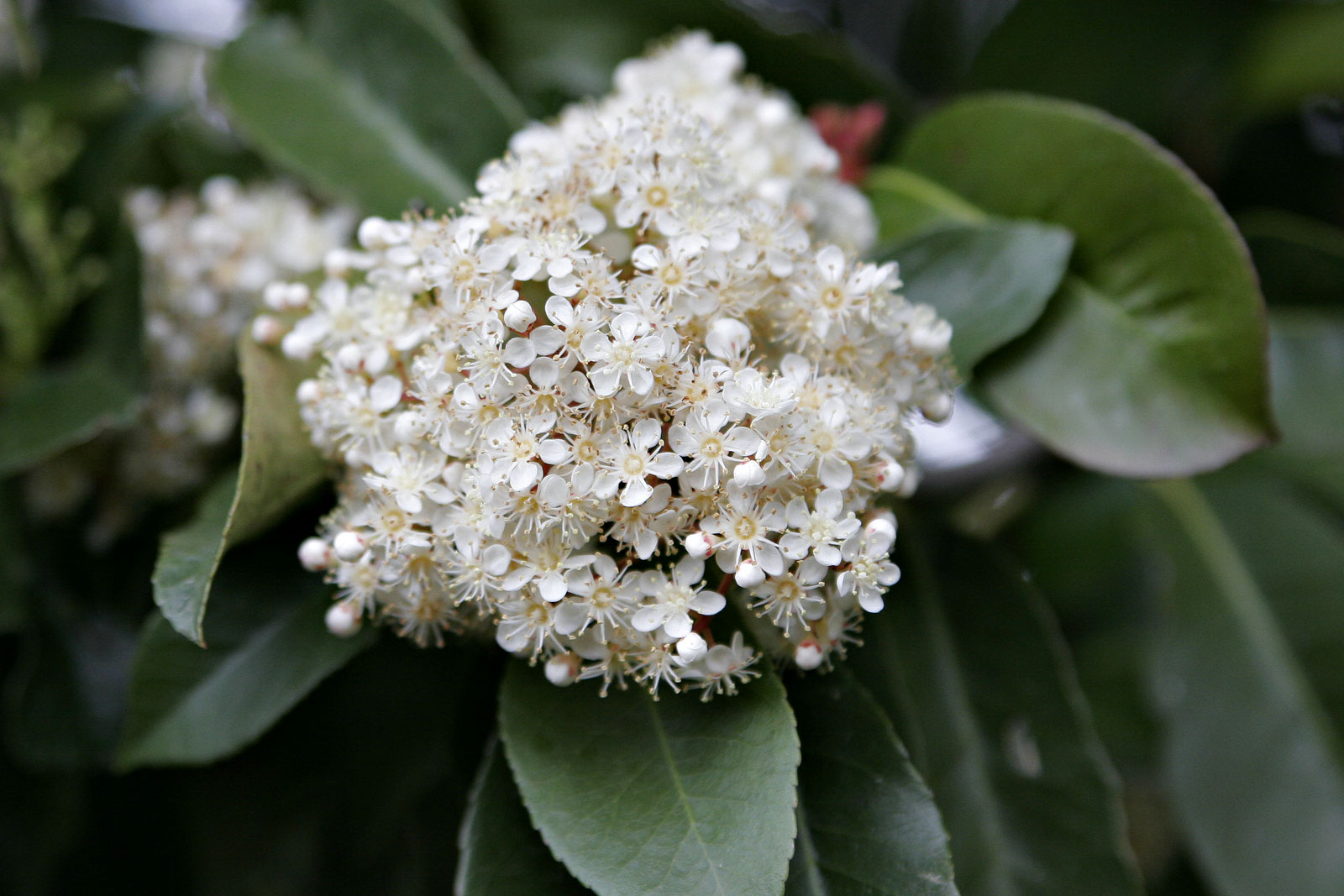
Flores.

Photinias es muy popular como planta ornamental cultivándose por sus frutos y follaje. Se han conseguido numerosos híbridos, entre ellos: 
- Photinia × fraseri (P. glabra × P. serrulata)
- Photinia 'Redstart' (P. davidiana × P. x fraseri)
- Photinia 'Palette'
- Photinia davidiana 'Fructu Luteo' (fruta amarilla)
- Photinia davidiana 'Prostrata'